# Обреновичи
Обре́новичи (серб. Обреновићи) — сербская княжеская (с 1882 года королевская) династия, правившая в 1815—1842 и 1858—1903 годах Сербией. По одному из преданий, предки Обреновичей переселились из Баняна в Брусницу около 1700 года, а происходили родом из Копривицы. Основателем династии считается Милош Обренович, последним представителем был Александр Обренович. За время правления династии Сербия добилась признания своего суверенитета на Берлинском конгрессе 1878 года. Ключевую роль в жизни династии играли супруги правивших монархов (княгини Любица и Юлия, королевы Наталия и Драга), братья князя Милоша Йован, Ефрем и Милан и внебрачный сын князя Михаила Велимир. Династия Обреновичей вела долгую борьбу за престол против заклятых врагов — династии Караджорджевичей. Борьба закончилась в результате Майского переворота 1903 года гибелью последнего представителя династии Александра Обреновича и его жены Драги от рук сторонников Караджорджевичей.

## Правители

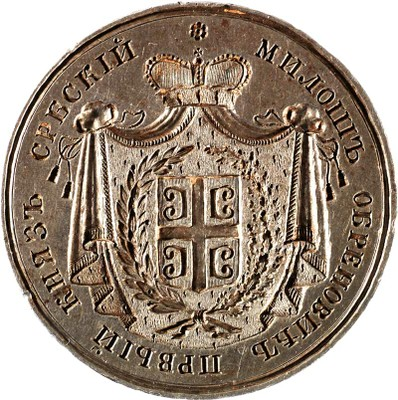
Печать князя Милоша Обреновича

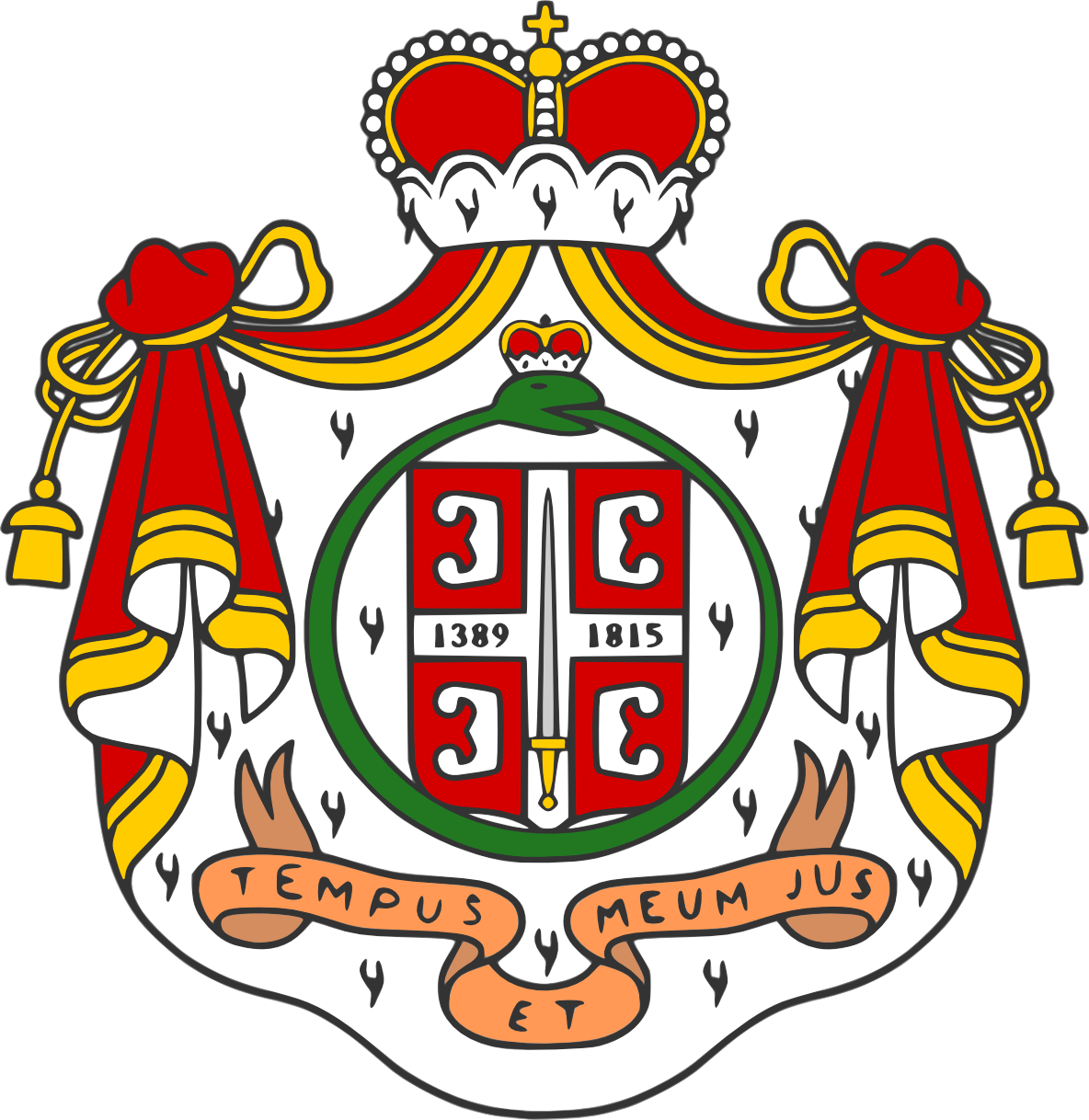
Герб князя Милана Обреновича

В княжеской династии Обреновичей была принята необычная нумерация: не по повторяющимся именам князей, как в других династиях, а каждый последующий князь Обренович получал свой порядковый номер. Династия Обреновичей де-юре не оставила прямых потомков по мужской линии, однако в Сербии и по сей день проживают потомки Якова Обреновича, единоутробного брата Милоша Обреновича. В 1851 году потомки Якова сменили фамилию на Яковлевич, чтобы избежать конфликта с Караджорджевичами. Суд общины Горни-Милановац в 2003 году признал Срболюба и Слободана Яковлевичей потомками по мужской линии Якова Обреновича, брата Милоша.
Династия не правила с 1842 по 1858 годы, поскольку была изгнана из страны. Князем после изгнания Обреновичей был провозглашён Александр Караджорджевич.
| Портрет | Правитель            | Титул                              | Годы правления       | Годы жизни                                   |
| ------- | -------------------- | ---------------------------------- | -------------------- | -------------------------------------------- |
|         | Милош Обренович I    | Князь Сербии                       | 1815—1839, 1858—1860 | 18 марта 1780 (или 1783) — 26 сентября 1860) |
|         | Милан Обренович II   | Князь Сербии                       | 1839—1839            | 21 октября 1819 — 8 июля 1839                |
|         | Михаил Обренович III | Князь Сербии                       | 1839—1842, 1860—1868 | 4 (16) сентября 1823 — 29 мая (10 июня) 1868 |
|         | Милан Обренович IV   | Князь Сербии, король Сербии с 1882 | 1868—1889            | 22 августа 1854 — 29 января 1901             |
|         | Александр Обренович  | Король Сербии                      | 1889—1903            | 2 (14) августа 1876 — 29 мая (11 июня) 1903  |

## Родословная

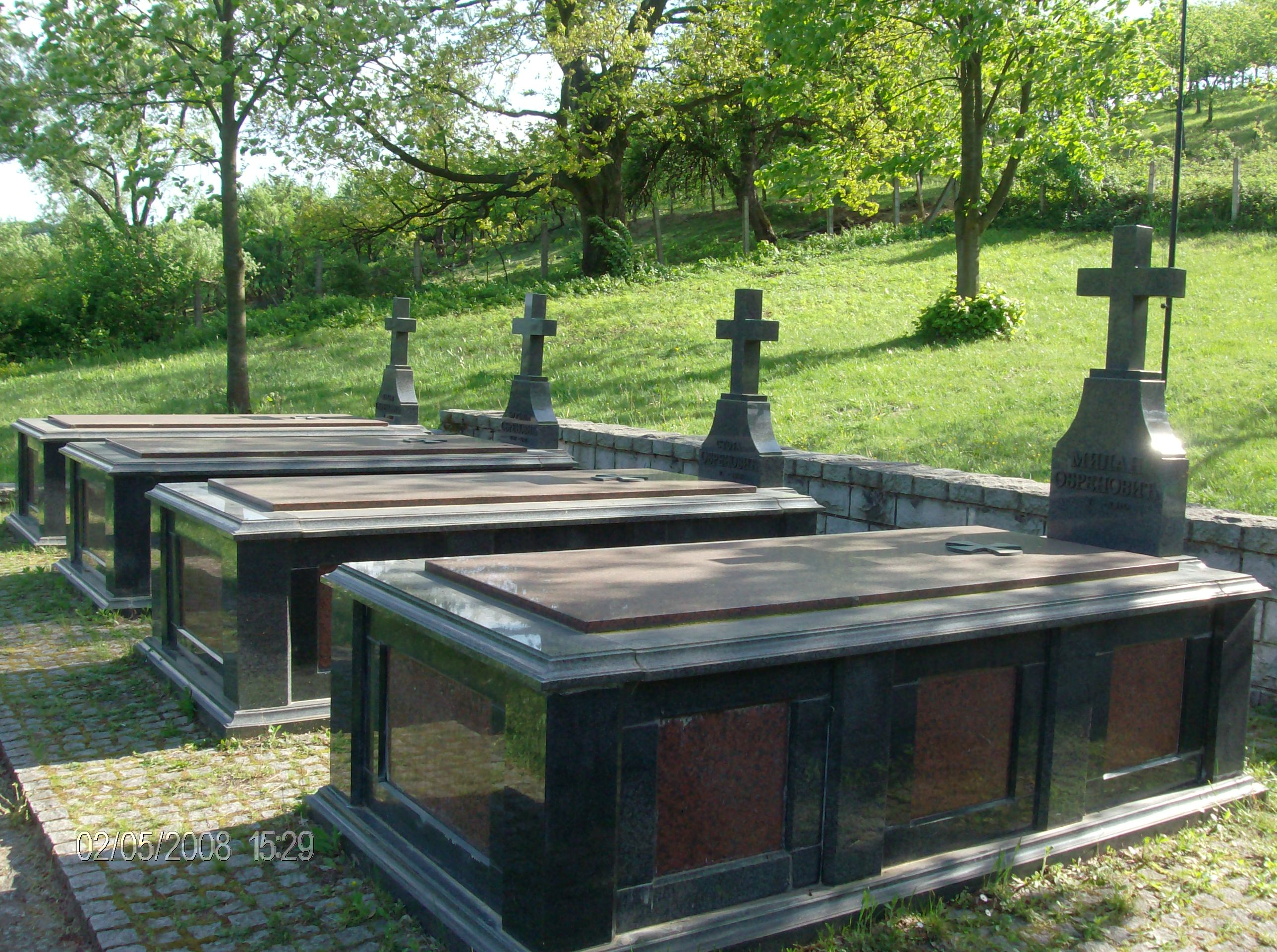
Могилы Обреновичей в Бруснице

Родословная Обреновичей начинается с упоминания Обрена Мартиновича (ум. 1777), уроженца Брусницы, и Вишни Урошевич (ум. 1817), уроженки Доня-Трепча. Они венчались в 1765 году и воспитали троих детей: сыновей Якова и Милана и дочь Стану. После смерти Обрена Вишня вышла замуж за Теодора (Тешко) Михаиловича (ум. 1802) в Горне-Добрине: в этом браке родились сыновья Милош, Йован и Ефрем. После некоторого времени Вишня с детьми от второго брака переехали к Якову и Милану. Милош, Йован и Ефрем взяли фамилию Обренович от первого мужа их матери и Теодорович от их родного отца. Теодор Михаилович похоронен в Горне-Добрине на кладбище церкви святых апостолов Петра и Павла, которую заложил в 1822 году князь Милош Бошняк, Яковлевич, 2006. Яков Обренович с супругой Джурджией и Милан Обренович с супругой Стоей похоронены на кладбище храма Святого Николая в Бруснице. Йован Обренович похоронен на Успенском кладбище в Нови-Саде, а Милош Обренович в Соборном храме Белграда.
1. Яков Обренович (1767—1811)[2][3]). Супруга Джурджия (ум. 1847)[4]
  1. Петар Яковлевич (ум. 1812), детей не оставил
  2. Джордже Яковлевич (1799—1849)[5]
    1. Милое Яковлевич (1826—1888)
      1. Антоние Яковлевич (1847—1880)
      2. Марко Яковлевич (1852—1924)
        1. Милан Яковлевич (1887—1956)
          1. Драголюб Яковлевич (1934—2003)

        2. Милован Яковлевич (ум. 1966)
        3. Станимир Яковлевич (1904—1976)
          1. Живоин Яковлевич (1924—1998)
          2. Живомир Яковлевич (1926—2011)
          3. Радое Яковлевич (1936—1997)
            1. Зоран Яковлевич
              1. Слободан Яковлевич
              2. Александар Яковлевич

          4. Радослав Яковлевич (1941—1996)
            1. Предраг Яковлевич
              1. Яков Яковлевич

          5. Хранислав Яковлевич (1944—1999)
            1. Желько Яковлевич

    2. Груйица Яковлевич (1821—1870)[6]
      1. Петар Яковлевич (1851—1907)
        1. Милош Яковлевич (1881—1913)
          1. Станимир Яковлевич (1912—1990)
            1. Срболюб Яковлевич (род. 1941)
              1. Александар Яковлевич (1973—2009)
              2. Стефан Яковлевич (род. 1992)

            2. Слободан Яковлевич (род. 1948) [1][7]

  3. Мирьяна, вышла замуж за Стевчу Михаиловича, в браке родились три дочери; семья Михаиловичи
  4. Ружа
  5. Дмитра (1818—1878), вышла замуж за Тривуна Новаковича в Бруснице[8][9]
    1. Михаило Новакович (1849—1929)
      1. Милорад Новакович (1901—1967)
        1. Милутин Новакович (род. 1925)
2. Милан Обренович (ум. 1810), воевода рудницкой нахии, был женат на Стое (ум. 1813)
  1. Христифор Обренович (ум. 1825)
3. Стана Обренович, вышла замуж за Саву Николича в Добрине.
4. Милош Обренович (1780—1860), князь Сербии. Был женат на Любице Вукоманович (1788—1843).
  1. Петрия Обренович (1808—1871), вышла замуж в 1824 году за Теодора Байича из Варадии.
  2. Савка (Елизавета) Обренович (1814—1848), вышла замуж в 1831 году за Йована Николича из Рудне (1810—1880).
  3. Милан Обренович (1819—1839), князь Сербии.
  4. Михаил Обренович (1823—1868), князь Сербии. Был женат на графине Юлии Хуньяди (1831—1919).
    1. Велимир Михаил Теодорович (1849—1898), внебрачный сын от словенки Марии Бергхаус

  5. Тодор Обренович (умер в детстве)
  6. Мария Обренович (умерла в детстве)
  7. Габриела Обренович (умерла в детстве)
5. Йован Теодорович Обренович (1787—1850), губернатор рудницкого и пожегского округов. Был женат на Круне Михаилович (ум. 1835) и Ане Йоксич (1818—1880).
  1. Обрен Обренович (1818—1826)
  2. Елизавета (Савка) Обренович (1828—1834)
  3. Анастасия Обренович (1839—1933), вышла замуж в 1858 году за Теодора Алексича из Майны (1825—1891)
  4. Ермила Обренович (1844—1918), вышла замуж в 1860 году за Николу Чупича и в 1867 году за Тихомиля (Тешу) Николича (1832—1886)
6. Ефрем Теодорович Обренович (1790—1856), обер-князь шабацкой нахии. Был женат на Томании Богичевич (1796—1881).
  1. Милош Обренович (1829—1861). Был женат на Елене Катарджи (ум. 1879).
    1. Милан Обренович (1854—1901), князь и король Сербии. Был женат на Наталье Кишко (1859—1941).
      1. Александр Обренович (1876—1903), король Сербии. Был женат на Драге Луневице (1867—1903).
      2. Сергие Обренович (1878—1878)
      3. Георгий Обренович (1889—1925), внебрачный сын короля Милана и Артемизы Христич[10]
        1. Стефан Обренович
          1. Панта Обренович (ум. 2002), основатель и глава Фонда Обреновичей в Париже[11][12]

    2. Томания Обренович (1852)

  2. Елена (Елка) Обренович (род. 1818), вышла замуж в 1834 году за Константина Хадию
  3. Симка Обренович (1818—1837), вышла замуж в 1834 году за Янача Германа
  4. Анка Обренович (1821—1868), вышла замуж в 1842 году за Александра Константиновича
    1. Александар Константинович (1848—1914), полковник.
      1. Наталия Константинович, вышла замуж в 1902 году за принца Мирко Петровича-Негоша (1879—1918)
        1. Михаил Петрович-Негош (1908—1986), принц из королевского дома Петрович-Негошей.
          1. Никола II Петрович-Негош (род. 1944.), претендент на черногорский трон.

  5. Екатарина Обренович (1826—1848)
  6. Стана Обренович (1828—1842)

## Претенденты на престол Сербии
Братья Срболюб и Слободан Яковлевичи, которых признал в 2003 году суд потомками Якова Обреновича, вскоре объявили, что являются законными представителями династии Обреновичей и владельцами всего их имущества, а именно имущества королевы Натальи. На наследство также претендует Предраг Якович, старейшина обновлённого королевского дома Обреновичей, который также себя называет потомком Якова Обреновича. Всего более 50 человек заявляют о своих претензиях на наследство династии Обреновичей.

### На сербском
- Алекса Ивић. Родословне таблице српских династија и властеле. — 3.. — Нови Сад: Матица српска, 1928. — С. Таблица бр. 16..
- Андрија Веселиновић, Радош Љушић. Родослови српских династија. — Нови Сад: Платонеум, 2002.
- Андрија Веселиновић, Радош Љушић. Српске династије. — 2.. — Београд: Службени гласник, 2008.
- Слободан Јовановић. Уставобранитељи и њихова влада (1838-1858). — 3. испр. и доп.. — Београд: Геца Кон, 1933.
- Слободан Јовановић. Друга влада Милоша и Михаила. — 2. испр. и доп.. — Београд: Геца Кон.
- Слободан Јовановић. Влада Милана Обреновића. — 2. испр. и доп.. — Београд: Геца Кон, 1934. — Т. Књ. 1.
- Слободан Јовановић. Влада Милана Обреновића. — 2. испр. и доп.. — Београд: Геца Кон, 1934. — Т. Књ. 2.
- Слободан Јовановић. Влада Милана Обреновића. — 2. испр. и доп.. — Београд: Геца Кон, 1934. — Т. Књ. 3.
- Слободан Јовановић. Влада Александра Обреновића. — 2. испр. и доп.. — Београд: Геца Кон, 1934. — Т. Књ. 1.
- Слободан Јовановић. Влада Александра Обреновића. — 2. испр. и доп.. — Београд: Геца Кон, 1935. — Т. Књ. 2.
- Слободан Јовановић. Влада Александра Обреновића. — 2. испр. и доп.. — Београд: Геца Кон, 1936. — Т. Књ. 3.
- Сузана Рајић. Краљица Наталија и Русија - од развода до преверавања // Српске студије. — 2013. — С. 231—252. Архивировано 23 ноября 2015 года.
- Милорад Бошњак, Слободан Јаковљевић. Обреновићи, сакривена историја. — Горњи Милановац: ЛИО, 2006. — ISBN 978-86-83697-33-5.

### На русском
- Обреновичи // Энциклопедический словарь Брокгауза и Ефрона : в 86 т. (82 т. и 4 доп.). — СПб., 1897. — Т. XXIa. — С. 572.
- Обреновичи // Православная энциклопедия. — М., 2018. — Т. LII : Ной — Онуфрий. — С. 302-303. — 39 000 экз. — ISBN 978-5-8957-2059-2.